# Valèria Gaillard Francesch
Valèria Gaillard Francesch   (Barcelona, 1973) és una traductora i periodista cultural catalana, llicenciada en filosofia i en literatura comparada per la Universitat de Barcelona. Màster en Periodisme per l'Institut national de l'audiovisuel (París), ha col·laborat i col·labora amb mitjans de comunicació francesos i catalans (El Punt, El Punt-Avui, Diari Ara), especialment pel que fa a informació cultural literària, de música i de dansa. El 2007 va iniciar la traducció d'A la recerca del temps perdut, de Marcel Proust, del qual s'han publicat, de moment, quatre dels set volums (Grup 62 / Editorial Proa). És cofundadora, juntament amb altres proustians de Catalunya, de la Societat Catalana d'Amics de Marcel Proust, de la qual és secretària general. També ha traduït obres d'Annie Ernaux, Marie-Hélène Lafon, Charlotte Delbo i el J’accuse de Zola.